# Роботизація
Роботизація — це процес впровадження роботів та автоматизованих систем у виробничі та побутові процеси з метою підвищення ефективності, точності та продуктивності. Цей термін також відноситься до впровадження роботів у різні галузі, такі як виробництво, медицина, транспорт, сфера обслуговування та інші.

## Основні аспекти
Виробництво та виробничі процеси
Роботизація в сфері виробництва дозволяє автоматизувати та прискорювати ряд завдань, що сприяє підвищенню продуктивності. Роботи, оснащені штучним інтелектом, можуть виконувати складні операції з високою точністю.
Медицина та хірургія
Роботизація знаходить широке застосування в медицині, де хірургічні роботи можуть виконувати операції з великою точністю та меншою інвазивністю. Це зменшує ризики та тривалість відновлення пацієнтів.
Транспорт та логістика
Автономні автомобілі та дрони в сфері транспорту вже стають реальністю завдяки роботизації. Це може призвести до покращення безпеки дорожнього руху та ефективності логістичних процесів.

## Переваги
Підвищення ефективності
Роботи можуть працювати безперервно, не відчуваючи втоми, що сприяє постійному підвищенню продуктивності.
Зменшення ризиків
Використання роботів у небезпечних умовах або на виробництві дозволяє зменшити ризики для людей та підвищити безпеку праці.

## Виклики
Навчання та перепідготовка персоналу
Розвиток роботизації вимагає нових навичок та знань у працівників. Ефективне навчання та перепідготовка персоналу стають ключовими завданнями.
Питання збереження робочих місць
Збільшення використання роботів у різних галузях породжує питання збереження робочих місць та конфіденційність даних.